# Gitega
Gitega er Burundis hovedstad. Byen ligger i den centrale del af Burundi, med et indbyggertal på cirka 135.000. Gitega ligger ca. 60 kilometer sydøst for Burundis tidligere hovedstad Bujumbura, som er den største by og det økonomiske centrum i landet. I 2019 gjorde Burundis regering klart, at de ville flytte hovedstaden, som ville ske gradvist over de næste tre år.
Gitega var også tidligere hovedstad i kongeriget Burundi, som blev opløst i 1966.